# Hermandad del Gran Poder (Jaén)
La Hermandad Penitencial del Triunfo de la Santa Cruz y Cofradía de Nazarenos de Jesús del Gran Poder en el encuentro con su Bendita Madre María Santísima del Dulce Nombre en la calle de la Amargura, Santa María Magdalena y San Juan Evangelista es una cofradía con sede canónica en la iglesia de Santa Cruz situada en el Barrio de Peñamefécit en la ciudad de Jaén (España). Realiza su salida procesional durante la tarde del Jueves Santo, en la Semana Santa jiennense.

## Historia
La historia de la Hermandad del Gran Poder arranca en 2009 cuando un grupo de jóvenes cofrades se reúne en torno a la parroquia de la Santa Cruz con la intención de ayudar al barrio y divulgar la Palabra de Dios. Desde entonces, su trabajo se centra en Peñamefécit mediante una estrecha colaboración con el Centro Municipal de Servicios Sociales.
En junio de 2012 solicitan al párroco de la Santa Cruz D. Martín Santiago Fernández Hidalgo, la formación de un grupo parroquial con la finalidad de consolidarse con el tiempo en una hermandad de Pasión, siendo las advocaciones de sus imágenes Jesús del Gran Poder y María Santísima del Dulce Nombre. El Consejo Pastoral de la Parroquia de la Santa Cruz lo apruba ese mismo mes, y en septiembre, el grupo parroquial pasa a formar parte de la Agrupación de Cofradías de Jaén.
El 5 de abril de 2014 tuvo lugar la bendición de los Sagrados Titulares del grupo parroquial, Jesús del Gran Poder y María Santísima del Dulce Nombre. Cómo padrinos de honor intervinieron las hermandades de la Santa Cena y la Virgen de la Capilla. Años después, el 1 de abril de 2017, fueron bendecidos las imágenes de san Juan Evangelista y Santa María Magdalena, participando con su apadrinamiento la Cofradía de la Virgen de la Cabeza de Jaén.
El 28 de diciembre de 2017, el Obispo de Jaén D. Amadeo Rodríguez Magro, firma el decreto por el que se erige canónicamente esta nueva Hermandad.
En el año 2023 cambiaron el día de su estación de penitencia de la Madrugada del Viernes Santo a la tarde del Jueves Santo.

## Detalles
La Hermandad del Gran Poder se sumó en 2018 a la nómina de hermandades de penitencia de Jaén y lo hizo en la Madrugada del Viernes Santo saliendo a las 03:00h de la madrugada. Desde el barrio de Peñamefécit la cofradía afronta uno de los itinerarios más largos de la Semana Santa jiennense. El paso de misterio representa el encuentro de Jesús del Gran Poder con su bendita Madre, María Santísima del Dulce Nombre, en la calle de la Amargura, de camino al calvario. Un misterio en el que también están representados San Juan y Santa María Magdalena. La imaginería del paso la remata un soldado romano a caballo, un sayón y un soldado romano con un senatus. La cofradía incluye entre sus Titulares el Triunfo de la Santa Cruz, puesto que su sede canónica el la parroquia de la Santa Cruz.

## Iconografía
Las imágenes son obra del cordobés José Antonio Cabello Montilla.
- Jesús del Gran Poder, 2010.
- María Santísima del Dulce Nombre, 2014.
- Santa María Magdalena, 2016.
- San Juan Evangelista, 2017.

|                                   |
| María Santísima del Dulce Nombre. |

|           |
| San Juan. |

|                        |
| Santa María Magdalena. |

## Traje de Estatutos
Túnica de sarga de cola color verde botella con botonadura blanca en la delantera y puños. Cola recogida en la espalda por cíngulo blanco rematado con dos borlas. Antifaz verde con el motivo central de escudo.

## Sede
La sede canónica de la hermandad es la iglesia parroquial de Santa Cruz.

## Paso por la carrera oficial
| Predecesor: Hermandad de la Expiración (Jueves Santo) | Orden de entrada en la carrera oficial (Jueves Santo) 3.er lugar | Sucesor: Cofradía de Nuestro Padre Jesús Nazareno |